# 柴田花守
柴田 花守（しばた はなもり、文化6年1月8日〈1809年2月21日〉- 1890年〈明治23年〉7月11日）は、幕末の武士、宗教家（神道家）。富士講一派の不二道の10代教主。教派神道である実行教の初代菅長。

## 生涯
文化6年（1809年）1月8日、佐賀藩支藩の小城藩藩士・柴田礼助の子として、肥後国小城郡桜岡東子路の鍋島大学邸に生まれる。6歳にして藩校興譲館 (小城藩) に入学し、元服後、藩主の命により西洋医学の伝習生として長崎に留学。シーボルトの高弟で、眼科医の高良斉に師事。その後、病を得て帰宅したためにシーボルト事件に巻き込まれることはなかったが、師の良斉の依頼で日本の動植物の模写をシーボルトに渡している。18歳の折、不二道の小谷三志が長崎に布教に来ると、入信して師事する傍ら、神道・仏教・儒教を学び、国学・蘭学・詩歌・書画も修めた。幕末の志士とも交わり、長崎丸山の料亭花月では端唄『春雨』を作詞し当時の憂国の心を世に残した。天保2年（1831年）、23歳のときに中島広足について神典歌道を学ぶ一方で、禅学も学ぶ。平田篤胤の教えにも私淑した。嘉永元年（1847年）2月19日、花守を含め不二道の講仲間、富士講の先達・行者、浅間神社の神職ら約10名の関係者が取り調べを受ける。明治2年（1869年）に藩主鍋島直虎の命を受けて小城に帰り皇典を藩士子弟に講じた。明治3年（1870年）、62歳のときに不二教法の改革を唱え各地を巡講し、明治6年（1873年）に豊国神社神主となる。
明治11年（1878年）、富士信仰を神道化して実行社を組織する（神道十三派の一つ）。明治15年（1882年）6月3日、神道実行派として一派独立し、74歳で初代管長に就任する。明治17年（1884年）10月30日、実行教初代管長に就任。本庁を東京市牛込区東五軒町に置き、山岳信仰にとどまらず、我国固有の惟神の道を教えのうちに展開し布教活動を本格化した。明治23年（1890年）7月11日、逝去。享年82。墓所は青山霊園。小城市では、毎年4月に花守を偲び春雨まつりが行われる。柴田礼一が菅長を継ぐ。納富介次郎は次男。

## 著書
- 『開化古徴』